# Cúspide (singularidad)

Una cúspide ordinaria en (0, 0) en la parábola semicúbica x^{3} – y^{2} = 0

En matemáticas, una cúspide es un punto de una curva donde un punto móvil que recorra la curva debe comenzar a retroceder. Un ejemplo típico se da en la figura adjunta. Una cúspide es, por lo tanto, un tipo de punto singular de una curva. 
Para una curva plana definida por una ecuación paramétrica analítica
{\displaystyle {\begin{aligned}x&=f(t)\\y&=g(t),\end{aligned}}}

una cúspide es un punto donde las derivadas de f y g son simultáneamente cero, y la derivada direccional, en la dirección de la tangente, cambia de signo (la dirección de la tangente es la dirección de la pendiente {\displaystyle \lim(g'(t)/f'(t))} ) Las cúspides son singularidades locales en el sentido de que involucran solo un valor del parámetro t, en contraste con los puntos de auto-intersección que involucran más de un valor. En algunos contextos, la condición en la derivada direccional puede omitirse, aunque, en este caso, la singularidad puede parecer un punto regular. 
 Para una curva definida por una ecuación implícita suave (continuamente diferenciable) 
{\displaystyle F(x,y)=0,}
las cúspides son puntos donde los términos del grado más bajo de la expansión en serie de Taylor de F son una potencia de un polinomio lineal; sin embargo, no todos los puntos singulares que tienen esta propiedad son cúspides. La teoría de la serie de Puiseux implica que, si F es una función analítica (por ejemplo, un polinomio), un cambio lineal de coordenadas permite que la curva se parametrice, en una vecindad de la cúspide, como 
{\displaystyle {\begin{aligned}x&=at^{m}\\y&=S(t),\end{aligned}}}
donde a es un número real, m es un entero par positivo y S(t) es una serie de potencias de orden k (grado del término distinto de cero del grado más bajo) mayor que m. El número m se llama el orden o la multiplicidad de la cúspide, y es igual al grado de la parte distinta de cero del grado más bajo de F. 
Estas definiciones han sido generalizadas a las curvas definidas por funciones diferenciables por René Thom y Vladimir Arnold, de la siguiente manera. Una curva tiene una cúspide en un punto si hay un difeomorfismo de una vecindad del punto en el espacio del entorno, que aplica la curva en una de las cúspides definidas anteriormente. 
En algunos contextos, y en el resto de este artículo, la definición de una cúspide se limita al caso de las cúspides de orden dos, es decir, el caso donde m = 2. 
Una cúspide de una curva plana (de orden dos) se puede poner en la siguiente forma mediante un difeomorfismo del plano: x2 – y2k+1 = 0, donde k es un número entero positivo.[cita requerida]

## Clasificación en geometría diferencial
Considérese una función suave de valor real de dos variables, como f (x, y), donde x e y son números reales. Entonces f es una función del plano sobre la recta. El grupo de difeomorfismos del plano y los difeomorfismos de la recta actúan sobre el espacio de todas estas funciones suaves, es decir, introducen cambios difeomórficos de coordenadas tanto en la fuente como en la imagen. Esta acción divide todo el espacio de funciones en clases de equivalencia, es decir, órbitas de la acción del grupo. 
Una de esas familias de clases de equivalencia se denota por Ak±, donde k es un número entero no negativo. Esta notación fue introducida por V. I. Arnold. Se dice que una función f es de tipo Ak± si se encuentra en la órbita de x2 ± yk+1, es decir, existe un cambio difeomórfico de coordenadas en el origen y el destino que toma f en una de estas formas. Estas formas simples x2 ± yk+1 se dice que dan formas normales para las singularidades del tipo Ak±. Obsérvese que A2n+ son iguales a A2n-, ya que el cambio difeomorfo de la coordenada (x, y) → (x, −y) en la fuente transforma x2 + y2n+1 en x2 − y2n+1. Entonces, se puede eliminar la notación ± de A2n±. 
Las cúspides son dadas por los conjuntos de nivel cero de los representantes de las clases de equivalencia A2n, donde n ≥ 1 es un entero.[cita requerida]

## Ejemplos
- Una cúspide ordinaria viene dada por x2 − y 3 = 0, es decir, el conjunto de nivel cero de una singularidad de tipo A2. Sea f(x, y) una función suave de x e y, y supóngase, por simplicidad, que f (0,0) = 0. Entonces, una singularidad tipo A2 de f en (0,0) puede caracterizarse por:

1. Tener una parte cuadrática degenerada, es decir, los términos cuadráticos en la serie de Taylor de f forman un cuadrado perfecto, como L(x, y)2, donde L(x, y) es lineal en x e y, y además
2. L(x, y) no divide los términos cúbicos en la serie de Taylor de f (x, y)

- Una cúspide rhamphoide (que proviene del griego con el significado de pico de un ave)[2] denotó originalmente una cúspide de tal manera que ambas ramas están en el mismo lado de la tangente, como para la curva de ecuación {\displaystyle x^{2}-x^{4}-y^{5}=0.} Como tal singularidad está en la misma clase diferencial que la cúspide de la ecuación {\displaystyle x^{2}-y^{5}=0,} que es una singularidad de tipo A4, el término se ha extendido a todas estas singularidades. Estas cúspides no son genéricas como cáusticas y frentes de onda. La cúspide rhamphoide y la cúspide ordinaria no son difeomórficas.

Para una singularidad del tipo A4 se necesita que f tenga una parte cuadrática degenerada (esto da el tipo A≥2), que L divida los términos cúbicos (esto da el tipo A≥3), otra condición de divisibilidad (dando el tipo A≥4), y una condición final de no divisibilidad (dando el tipo exactamente A4). 
Para ver de donde provienen estas condiciones de divisibilidad adicionales, supóngase que f tiene una parte cuadrática degenerada L2 y que L divide los términos cúbicos. Se deduce que la serie de Taylor de tercer orden de f viene dada por L2 ± LQ, donde Q es cuadrática en x e y. Se puede completar el cuadrado para mostrar que L2 ± LQ = (L ± ½ Q)2 – ¼Q4. Ahora, se puede hacer un cambio difeomorfo de variable (en este caso simplemente se sustituyen polinomios con partes lineales linealmente independientes) de modo que (L ± ½Q)2 − ¼Q4 →  x12 + P1 donde P1 es una cuártica (orden cuatro) en x1 e y1. La condición de divisibilidad para el tipo A≥4 es que x1 divida P1. Si x1 no divide P1, entonces se tiene exactamente el tipo A3 (el conjunto de nivel cero aquí implica un tacnodo). Si x1 divide a P1, se completa el cuadrado en x12 + P1 y se cambian las coordenadas para que obtener x22 + P2, donde P2 es una quíntica (orden cinco) en x2 e y2. Si x2 no divide a P2, entonces se tiene exactamente el tipo A4, es decir, el conjunto de nivel cero será una cúspide rhamphoide.

## Aplicaciones

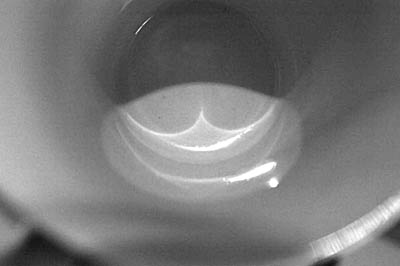
Ejemplo de una cúspide ordinaria, presente en la cáustica formada por los rayos de luz en el fondo de una taza de té

Las cúspides aparecen naturalmente cuando se proyecta en un plano una curva suave en el espacio euclídeo tridimensional. En general, tal proyección es una curva cuyas singularidades son puntos de autocruzamiento y cúspides ordinarias. Los puntos de autocruzamiento aparecen cuando dos puntos diferentes de las curvas tienen la misma proyección. Las cúspides ordinarias aparecen cuando la tangente a la curva es paralela a la dirección de proyección (es decir, cuando la tangente se proyecta en un solo punto). Las singularidades más complicadas se presentan cuando varios fenómenos ocurren simultáneamente. Por ejemplo, las cúspides rhamphoides se producen a partir de los puntos de inflexión (y los puntos de ondulación) para los que la tangente es paralela a la dirección de proyección. 
En muchos casos, y típicamente en visión por computadora y gráficos por computadora, la curva que se proyecta es la curva de los puntos críticos de la restricción a un objeto espacial (suave) de la proyección. Una cúspide aparece así como una singularidad del contorno de la imagen del objeto (visión) o de su sombra (gráficos por computadora). 
Las cáusticas y los frentes de onda son otros ejemplos de curvas que tienen cúspides que son visibles en el mundo real.